# 守悦
守悦（しゅえつ、生没年不詳）は室町時代の臨済宗尼僧。慶光院初世住持。

## 経歴
はっきりとした出自は不明ながら、飛鳥井雅俊からの書状が現存していることから飛鳥井家出身の人物とも考えられている。出家したのち紀伊国に住み、後に伊勢国に移った。
当時、伊勢では朝廷や室町幕府の弱体化によって伊勢神宮の正遷宮が行われない状態が長く続いており、文明年間（1469年 - 1486年）ごろから勧進聖による宇治橋架け替えなどが行われるようになっていた。
守悦も諸国に勧進を行なって延徳3年（1491年）に宇治橋の架け替えを実現したが、この橋は明応4年（1495年）8月に洪水で流出している。明応7年（1498年）、内宮に参籠中の守悦に瑞相が現れたことから内宮禰宜の庁宣によって再び勧進を行ない、永正2年（1505年）に改めて宇治橋の架け替えを行なった。これらの功績により上人号と紫衣が許されたことで、守悦上人と呼ばれる。
入寂した日付については『慶光院旧記』や慶光院墓地の位牌堂に祀られている位牌（「開山心鏡周悦」名）に文明元年（1469年）7月18日の記述があるが、これについては宇治橋架け替えの事蹟と整合しないことから浜口良光は「守悦の師僧が周悦でこれがまぎれ込んだ」という仮説を立てている。その他に『内宮物忌年代記』の「永正4年（1507年）5月15日」、『慶光院旧記』の系譜においても「文明元年」「文明6年（1475年）」「永正6年（1509年）」など複数の記載があってはっきりしない。
明治38年（1905年）11月18日、正四位を追贈された。